# Батур-хунтайджі
Ердені-Батур-хунтайджі (д/н — 1653) — засновник Джунгарського ханства.

## Життєпис
Походив з ойратського племені чорос. Син ойратського тайші (тайджі) Хара-Хули. При народженні отримав ім'я Хото-Хочін. був одружений з Юм-Агас, донькою калмицького хана Хо-Урлюка. Після смерті батька у 1634 році очолив чорос, продовживши політику попередника щодо об'єднання ойратів в єдину державу. Це вдалося протягом року. Вже у 1635 році утворилося кочова держава Джунгарія. В якості підтвердження свого нового статусу прийняв титул хунтайджі (хунтайші), тобто головного (великого) тайджі. Також змінив ім'я на Батур (Багатур). Втім Джунгарія все ще являла своєрідну федерацію ойратських племен, що визнавала владу хунтайджі. Того ж року здійснив потужний похід проти казахського хана Жанібека, якому завдав суттєвої поразки. У 1636 році завдав поразки алтан-хану Омбо-Ердені-хунтайджі. Водночас уклав мирний договір з Московським царством, дозволивши підданим останнього розробляти соляні копальні. Натомість встановив дипломатичні та торговельні стосунки з Московією.
Водночас було засновано столицю Кубак-сарай на річці Емель, південніше озера Зайсан (неподалік сучасного міста Тачен, КНР). Згодом заснував ще 3 містечка. Батур-хунтайджі сприяв поширенню тибетського буддизму для своїх підданих, заохочував їх до переселення в нову столицю, займатися сільським господарством, ремісництвом, торгівлею, насамперед з московськими містами Тобольськ, Тюмень, Тара, Томськ. Втім конфлікт з тайшами хошоутів призвів до міграції їх на чолі із Гюші-ханом до північного Тибету (область Амдо), де було утворено Хошутське ханство.
Оскільки нова держава ще не була міцною Батур-хунтайджі вирішив спиратися не лише на силу та загальні інтереси ойратів, а також використати авторитет буддистських установ. Він став прихильником «жовтокапелюшної» секти гелуг, надавши підтримку Далай-ламі V у боротьбі проти тибетських феодалів та «червонокапелюшньої» секти каґ'ю. за це у 1637 році отримав від Далай-лами V титул хана та почесне ім'я Ердені — «Коштовний».
У 1640 році у передгір'ях Тарбагатая з ініціативи Батур-хунтайджі було скликано курултай за участю 44 тайджі ойратів й ханів монголів, який прийняв Степовий кодекс законів («Ікі Цааджин Бічік»), основою якого стало звичайне право монголів. Також було впроваджено вищий урядовий та судовий орган, що складався з зайсанів, яких призначав хан. Адміністративний апарат став складатися з 4 тушимелів, що займалися справами чотирьох ойратських племен. У них було 6 помічників (джаргучі). Підкореними народами мали відати демчі, які також займалися справами ханського дому. Збором податків й данини займалися спеціальні чиновники — арбаці, що спиралися на нижчий апарат — албачі. завдяки цим реформам Батур-хунтайджі зміг суттєво зміцнити державу, яка стала більш централізованою. Ламаїзм було оголошено державною релігією. Разом з тим зробив Очірту-хана з хошоутів своїм співволодарем.
У 1643 році очолив великий похід, до якого долучилося військо монгольського алтан-хана. На чолі 50-тисячного війська Батур-хунтайджі вдерся до Казахського ханства. Втім Жанібек-хан спільно з узбецьким беком Ялантушем зумів витрамати усі атаки ойратів, завдавши тим значного удару. Батур-хунтайджі вимушений був відступити до Джунгарії. тут він вирішив покарати тих тайджі і нойонів, що не брали участі у поході. Водночас відправив посольство до хана Хо-Урлюка щодо спільних дій проти казахів, але його було перехоплено загоном Хунделена-тайші, очільника ойратського племені хошоутів. Але Батур-хунтайджі вирішив поки що не звертати на це уваги. Закупивши зброю та обладунки в московського воєводи Кузнецька, у 1645 році атакував казахів Жанібек-хана, якомузавдав поразки, захопивши брата останнього із родиною.
У 1646 році виступив проти Хунделена-тайші, на допомогу якому прийшов на допомогу Жанібек-хан. Війна не дала перемоги жодній зі сторін, тому було укладено мирний договір, відповідно до якого Джунгарське ханство отримало частину східного Семиріччя. Помер у 1653 році. Йому спадкував син Сенґе.